# Claudio Sulser
Claudio Sulser (Lugano, 8 ottobre 1955) è un ex calciatore svizzero, di ruolo attaccante.

## Palmarès

### Club
- Campionato svizzero: 4

Grasshoppers: 1977-78, 1981-82, 1982-83, 1983-84
- Coppa Svizzera: 1

Grasshoppers: 1983

### Individuale
- Capocannoniere del campionato svizzero: 2

1979-80 (18 reti), 1981-82 (22 reti)
- Capocannoniere della Coppa dei Campioni: 1

1978-79 (11 reti)
- Calciatore svizzero dell'anno: 1

1982